# Fönícia művészete

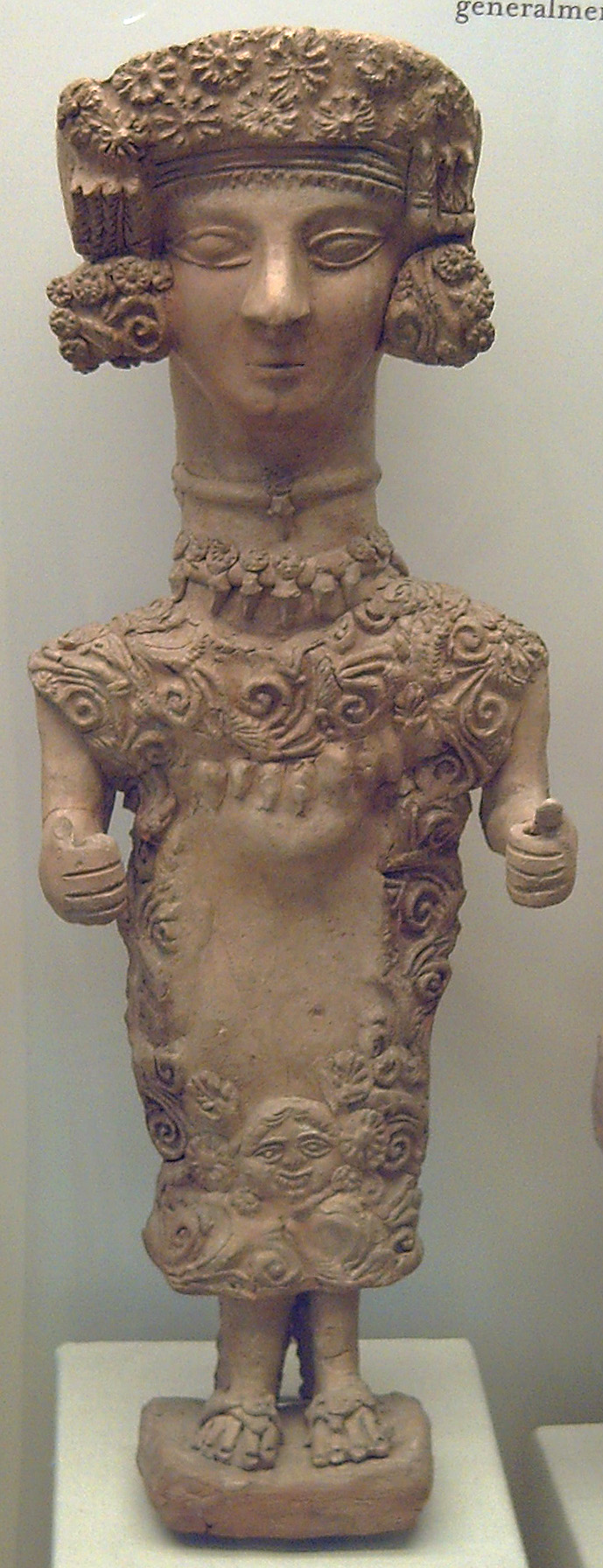
Terrakottaszobor a Puig des Molis-i nekropoliszból, Ibiza, i. e. 3. század

A föníciai művészet a mai Libanon, kis részben Szíria és Izrael partvidékén alakult ki. Időről időre magába olvasztotta más népek formakincsét, melyekkel a kereskedelem révén érintkezett, így az egyiptomiakét, görögökét, asszírokét. A föníciaiak élénk kereskedelmi kapcsolatban álltak az akkor ismert világ négy táján élő összes népekkel. Felfedező kedvük majdnem az egész Mediterráneumban nyomot hagyott, az őshonos föníciai partvidéken és a gyarmatvárosokban egyaránt. A föníciai művészet virágkora i. e. 9 és az i. e. 6. század közé tehető.

## Háttér

Föníciai kereskedelmi útvonalak

A szír-palesztinai partvidék gazdag kereskedővárosai az i. e. 1. évezredben élték virágkorukat. A folyamatos asszír, babilóniai és perzsa beavatkozások eredményeként különféle együtt létező kulturális hatások érték. Türosz, Szidón, Arvad, Büblosz városokban és más föníciai központokban készült műalkotások vegyítik a régi, helyi ikonográfiát, valamint az egyiptomi, égei-tengeri, ciprusi, hettita, asszír és perzsa motívumokat. Az i. e. 4. évszázadtól egyre jobban érvényesültek a görög kultúra hatásai is. A föníciai művészek a kisművészetekre szakosodtak, azért, hogy kiterjedt kereskedelmi kapcsolataikat felhasználva kisméretű, könnyen szállítható tárgyakat értékesítsenek az akkor ismert világban. A királyi megbízások mellett az előkelők és főleg a kereskedők nagy tömegű megrendelései biztosították a föníciai műhelyek gazdasági hátterét. A kutatók nagy mennyiségű értékes aranyművestárgyat és gondosan kidolgozott elefántcsont faragványt találtak. A föníciaiak a szobrászat és a domborműfaragás területén is jeleskedtek, ennek bizonyítékai a királysírokban talált szarkofágok. A föníciai művészetben ezenkívül jelentős volt az arany és üvegművesség is. A föníciaiak ékszereikkel a Földközi-tenger egész partvidékén kereskedtek, ugyanúgy mint az amulettekkel és az üvegpasztából készült fiolákkal, amelyek közkedveltté váltak az etruszk városokban is. A föníciaiak hajózási tudományukat kamatoztatva először kereskedelmi lerakatokat később igazi kolóniákat létesítettek a Földközi-tenger partvidékének stratégiai pontjain. Egészen Marokkóig eljutottak, olyan, később a történelemben jelentős szerepet játszó városok megalapítása fűződik a nevükhöz, mint Karthágó, Cádiz a Gibraltári-szoros mellett, Mózia Szicíliában, Nora és Tharros Szardínia szigetén.

## A fönícíai művészet kezdete, Ahiram király szarkofágja

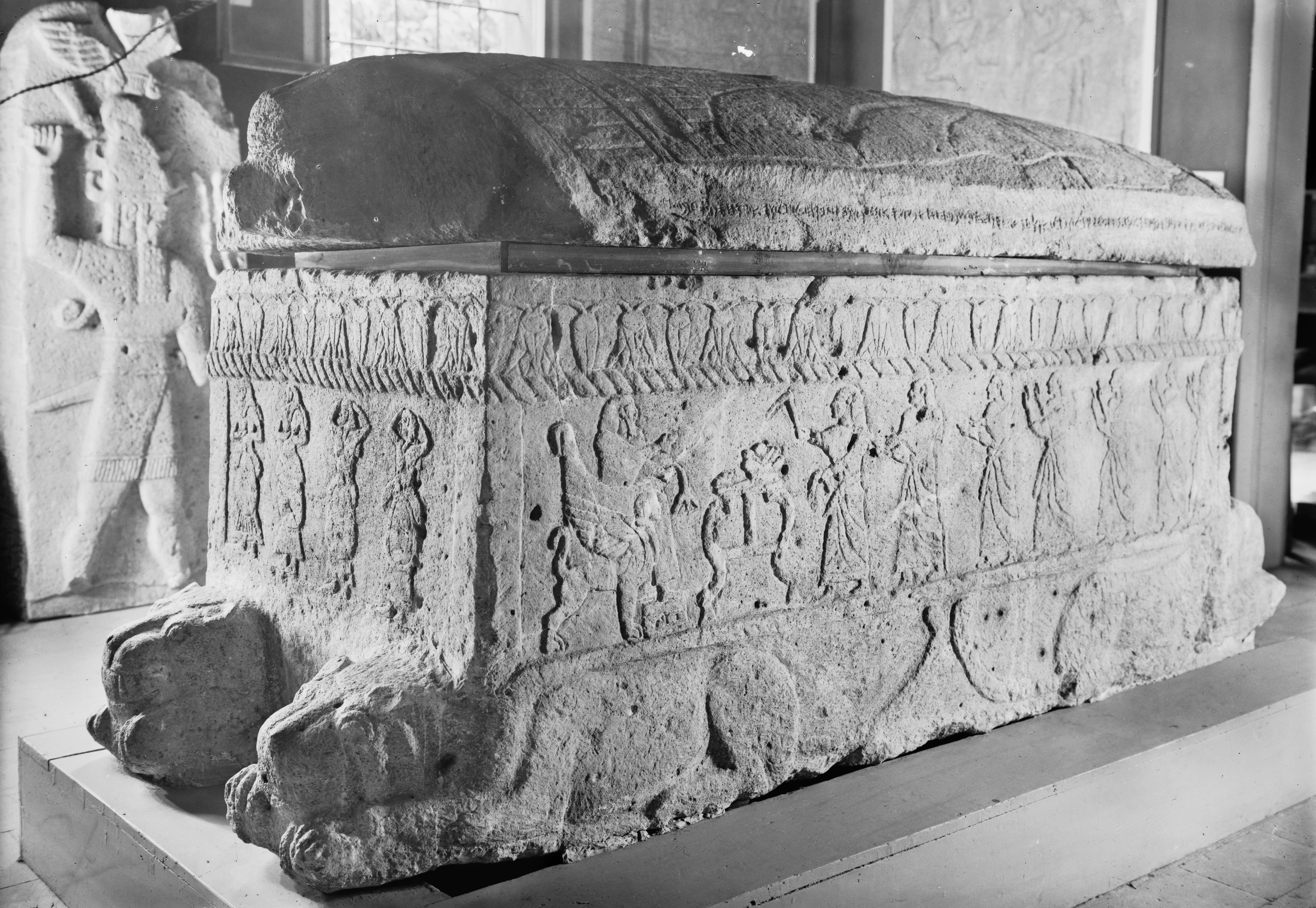
Ahiram király szarkofágja

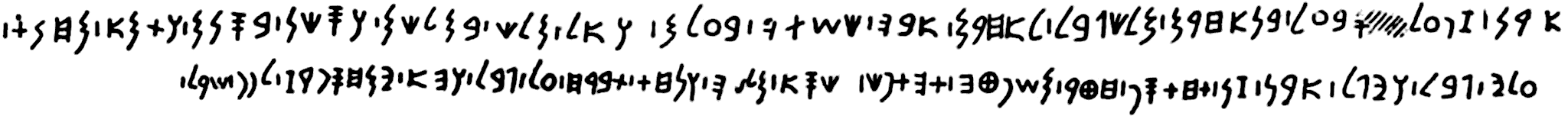
Felirat Ahiram király szarkofágján

A föníciai művészet i. e. 1200 körül kezdett el kibontakozni. Kezdettől fogva nagy hatással voltak rá az egyiptomi ikonográfiai minták. Ezeket a helyi művészek átdolgozták, megfosztották szimbolikus jelentéseiktől, és szinte kizárólag csak ornamentális célokra használták. Ennek a folyamatnak az első jelei már az i. e. 2. évezred bübloszi művészetében is megjelennek
A legrégebbi föníciai műalkotás Ahiram király Bübloszban előkerült monumentális kőszarkofágja. A szarkofág fedelének peremén olvasható a legrégebbi föníciai betűkkel írt felirat. A szarkofág keletkezési idejéről megoszlanak a vélemények. Egyes ikonográfiai elemei az i. e. 13. századi egyiptomi és hettita hatás alatt álló szír-palesztin művészethez köthetők, másfelől a föníciai feliratot a szakértők többsége az i. e. 10. századra datálja. Egyes feltételezések szerint a szarkofág az i. e. 2. évezred első feléből származik. Elképzelhető, hogy az i. e. 10. században újra felhasználták a szarkofágot és a felirat a domborművekkel együtt akkor került rá. A szarkofágot fekvő oroszlánok tartják, a rövidebb oldalakat a síkból kiemelkedő oroszlánfejek díszítik. A fedél közepén két oroszlánt ábrázoló dombormű látható. A szarkofág oldalait lapos domborművek díszítik, a főoldalon az elhunyt uralkodó számára visznek áldozati ajándékokat. A menet a szarkofág túlsó oldalán folytatódik. Az uralkodó egy trónon ül, előtte áldozati asztal látható. A trón mellett szárnyas szfinxek állnak. Ez a fajta trónusábrázolás kapcsolatba hozható a későbbi monumentális, úgynevezett Astara-trónusokkal, amelyek a perzsa és hellenisztikus korban jelentek meg a föníciai művészetben. Az uralkodó egyik kezében elhervadt lótuszvirágot tart (a halál szimbólumát), a másik kezével megáldja a menetet. A szarkofág tetejére az oroszlánok mellé két álló emberalakot faragtak. Az egyik egy élő, a másik egy elhervadt lótuszvirágot tart a kezében. Valószínűleg az elhunyt uralkodót és utódját ábrázolják. A szarkofág rövidebb oldalaira siratóasszonyok alakjait faragták.

## Szentélyek és kultuszhelyek

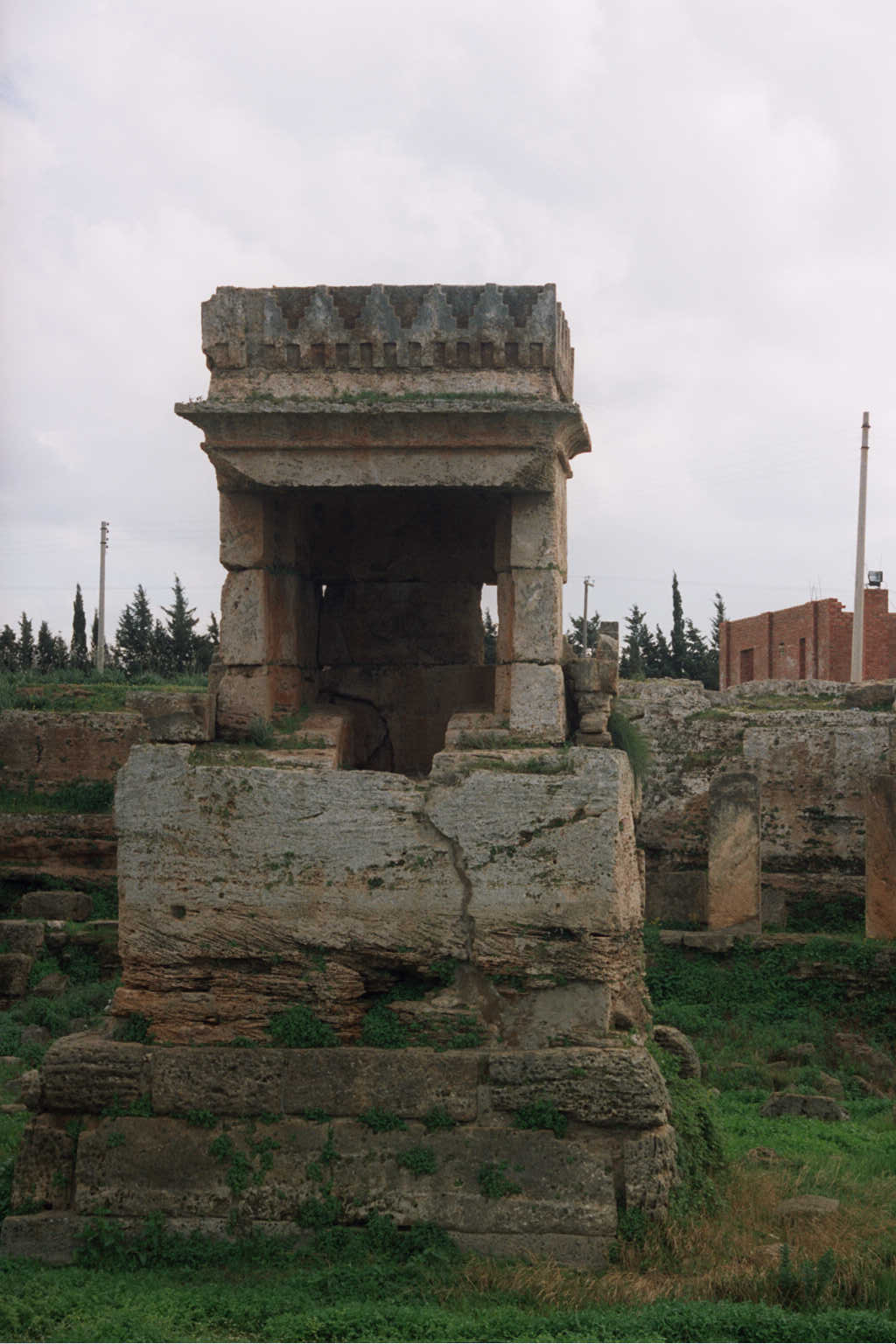
Amrit, a szentély maradványai

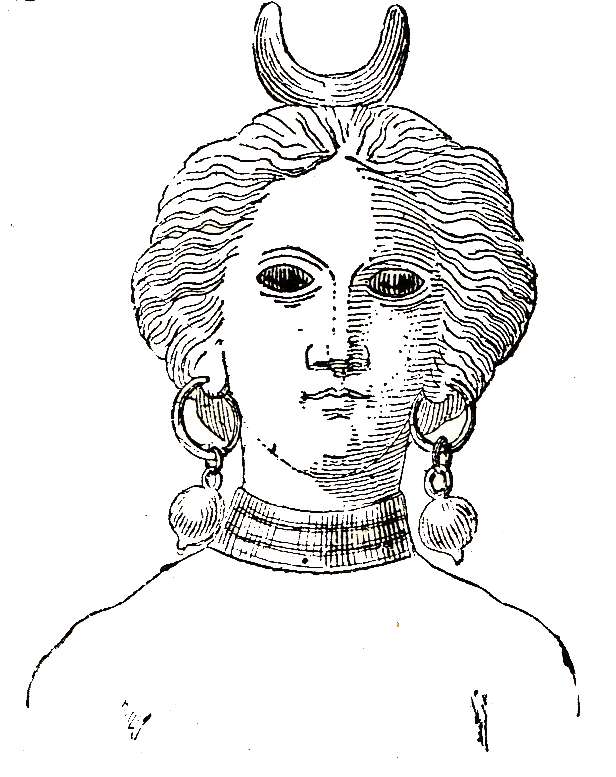
Astarta istennő

A föníciai városokban már a kezdetektől fogva álltak városi templomok, amelyeket a várost védelmező isteneknek szenteltek. A klasszikus történeti forrásokban és föníciai feliratokban megtalálhatók a türoszi, a szidóni és bübloszi templomok leírása. A templomokat a városvédő Baál istenségnek, a város "urának" vagy Baalatnak, a város "úrnőjének szentelték. A babiloni majd később a perzsa uralom idején épültek az első városon kívüli kultuszhelyek, szélesebb körben i. e. 6. századtól terjedtek el. Jelentős kultuszhely maradványai találhatóak Amritban (a mai Szíria területén), Szidón mellett és Türosztól délre Um el-Amed településen. Az Amritban levő kultuszhelyet az i. e. 6. században építették fel az Aradosz nevű egykori föníciai város közelében. Legjellegzetesebb eleme egy kocka alakú kápolna, tetején egyiptomi jellegű csipkés párkányzattal. Az építmény egy nagyméretű, négyszögletű, valaha vízzel teli medencéből emelkedett ki.

### Esmun szentélye
Esmun szentélye Szidón mellett az egyik legfontosabb föníciai szentély volt. A gyógyító istennek, Esmunnak ajánlották, akit legkésőbb az i. e. 4. századtól Aszklépiosz istennel azonosítottak. Az építkezés valószínűleg az i. e. 6. században kezdődött, és még egy évszázaddal később is folytatódott. Az i. e. 5. században Szidónban uralkodó Esmunázár király szarkofágjára rávésték milyen építkezések fűződnek az uralkodó nevéhez, és ezek között szerepel az Esmunnak szentély építése vagy felújítása. A szentélyt később számtalanszor átalakították, és csak az iszlám elterjedése után hagyták el a hívek. A folyamatos építkezések és bővítések miatt a szentély területe áttekinthetetlenné vált, ami megnehezíti a feltáró régészek munkáját. Az egyik templom alapzatát nagyméretű, szögletes kőtömbökből álló pódium alkotja, a templomból (ami a szentély központja lehetett) azonban szinte semmi sem maradt. A nagy pódium mellett számos különböző korokban emelt építmény romja látható, lépcsősorok, oltárok, kis fogadalmi kápolnák, víztároló vagy rituális medencék. A csatornarendszer nagy része elpusztult, csak későbbi korokból származó egyes szakaszai maradtak meg. Az i. e. 4. és az i. e. 3. században a szentélyt újjáépítették és ekkor alakították ki az Astarta-trón medencéjének nevezett építményt. A medence közepén a hátsó fal közelében egy kőtrón állt, amelyet kétoldalt szárnyas oroszlánszobrokkal díszítettek. A trón mögött a medence hátsó falára egy vadászjelenetet ábrázoló domborművet faragtak. Később a medencét feltöltötték, és fogadalmi kápolnának használták. I. e. 350 körül egy monumentális oltárt emeltek, amelyet két sorban rendezett domborműves ábrázolás díszít. Az egyik sorban az istenek gyűlése látható, a másik sorba táncoló nőalakokat faragtak.

### Az Astarta-trónok
Az Esmun szentélyben talált Astarta-trónból következik, hogy a szentélyben a gyógyító isten mellett a nagy föníciai istennőt Astartát is imádták. A kőtrónus egy Föníciában meglehetősen elterjedt tróntípushoz tartozik. Ezeket a trónokat "üres" trónoknak nevezik, (hiányzik róluk az istenség ülő szobra) vagy a rajtuk talált feliratok és ikonográfiai párhuzamok alapján Astarta-trónoknak. Föníciában számos hellenisztikus vagy római korból származó kőtrónus került elő, amelyeknek többségét kétoldalt szárnyas szfinxek díszítik. Egyes trónokra Astartának szóló dedikációs feliratokat véstek. A trón valószínűleg azért volt üres, mert Astarta istennőt csillagistennőnek is tartották, így mindenki láthatta, ezért nem volt szükség alakjának ábrázolására. Ezt a fajta ábrázolást anikonikus (képmás nélküli) istenábrázolásnak nevezik, és nem volt egyedülálló az ókori keleti vallásokban. Ezeket a kőtrónusokat talapzatra állították és kápolnákba helyezték el. Az is előfordult, hogy a trónok csupán a szakrális berendezés részei voltak, ilyenkor az oltárokéhoz hasonló feladatokat láthattak el.

## Kőszobrászat

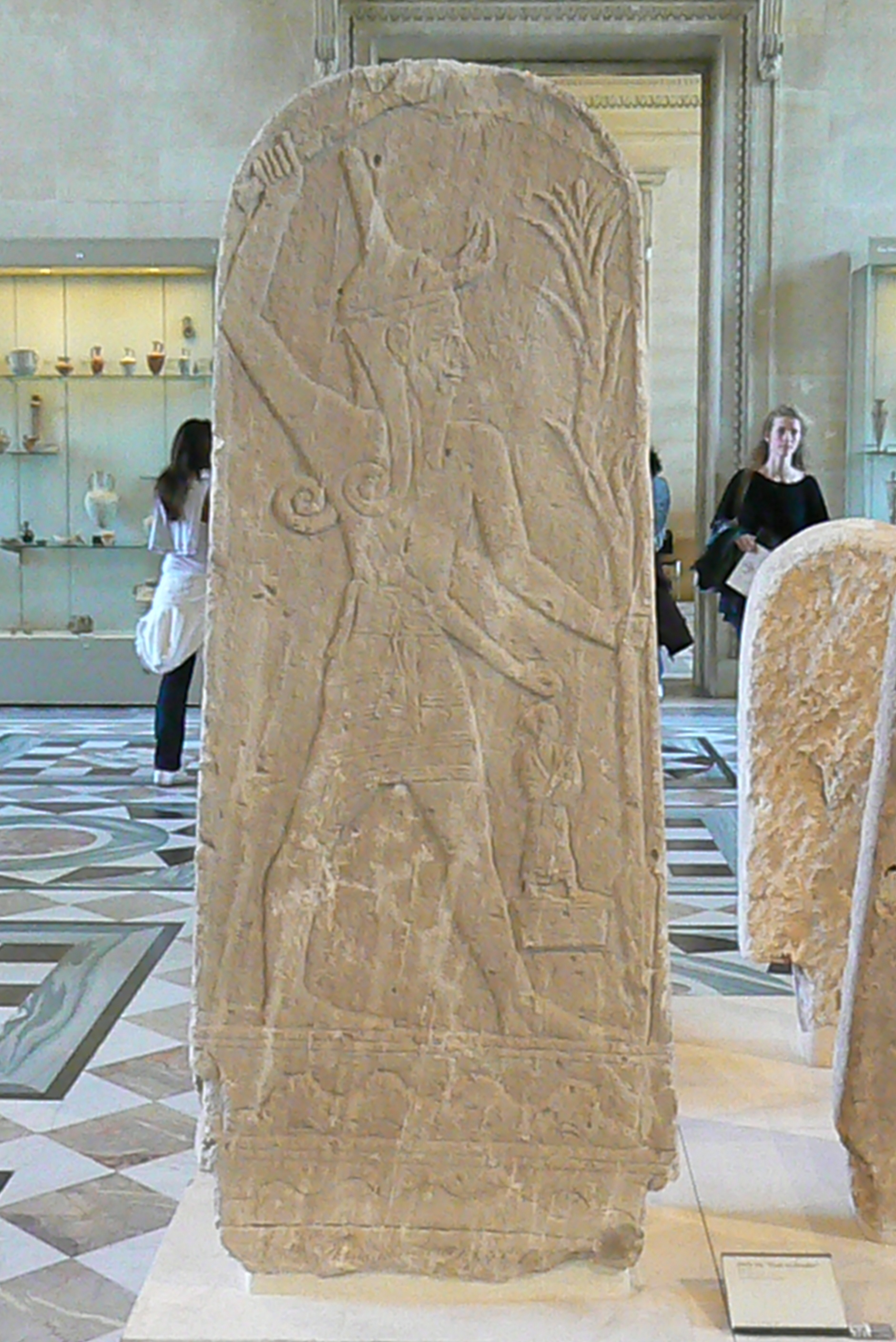
Föníciai sztélé, Párizs, Louvre

A föníciai művészek főleg kisméretű tárgyakat készítettek, így a monumentális kőszobrászat kevésbé volt fejlett. A föníciai anyavárosokban folytatott kisszámú ásatás miatt nem lehet felmérni, hogy mennyi helyben maradó nagyméretű kőszobrot készítettek. Az előkerült leletekből megállapítható, hogy a körplasztika területén is az egyiptomi, szíriai, perzsa és görög minták alapján dolgoztak. Az architektonikus szobrászat területén az i. e. 5. századból származó leletek esetében perzsa hatások fedezhetők fel. (pl. az Esmun szentélyből előkerült szobortöredék).

### Sztélék
Az első sztélék az i. e. 11. században jelentek meg. Csak az egyik oldalukra faragtak díszítéseket, tetejük lekerekített volt. A domborműves díszítés többnyire férfi istenségeket ábrázol. Az egyik ilyen sztélé Tartusz környékén került elő, eredetileg egy helyi sziklaszentély területén állhatott. Az istenalakot álló helyzetben, lábai alatt oroszlánnal ábrázolták, ami anatóliai befolyásra vezethető vissza. Bal kezében lándzsát tart, ruhája egyiptomi jellegű. Egy másik, valószínűleg az i. e. 9. századi sztélét Aleppóban találták meg, és Melkart istent, Türosz város védőistenét ábrázolja. Az istenalak szakállas, tiarát és rövid, szintén egyiptomi jellegű ruhát visel, kezében bárdot tart. A legjelentősebb ma ismert sztélé az i. e. 6. században készült közel másfél méter magas amriti sztélé. (Párizs, Louvre múzeum) Ezen egy oroszlánon álló, előrelépő istenalakot láthatunk. Az alak lábánál fogva egy kis oroszlánt tart a kezében, ez az ábrázolásmód asszír hatásra vezethető vissza. Az alak feje fölött szárnyas napkorong látható, a napkorong alatt holdsarló. Ez a motívum főleg az i. e. 6. században készült sztélékre volt jellemző. A szentélyekben számos fogadalmi sztélét helyeztek el, amelyek papokat, szertartásokat végző alakokat ábrázolnak. A sztélék nagy részét azért ajánlották fel az isteneknek, hogy védelmezzék őket. Az istenalakokat ábrázoló sztélék azonban feltehetőleg kultikus szerepet töltöttek be.

### Fogadalmi ajándékok
A szentélyekben a hívők nagyszámú kisebb-nagyobb szobrot helyeztek el. Ezek az i. e. 6. században férfiakat ábrázoltak, és görög-ciprusi stílusjegyeket viselnek. Később az i. e. 5. században a szobrok gyerekeket ábrázoltak, gyakran fekvő helyzetben, kezükben madárral. Anyaguk legtöbbször Görögországból származó márvány. Az egyik ilyen szobrot felirata szerint a szidóni király fia Baálsillem herceg ajánlotta fel Esmun istennek.

### Antropoid szarkofágok

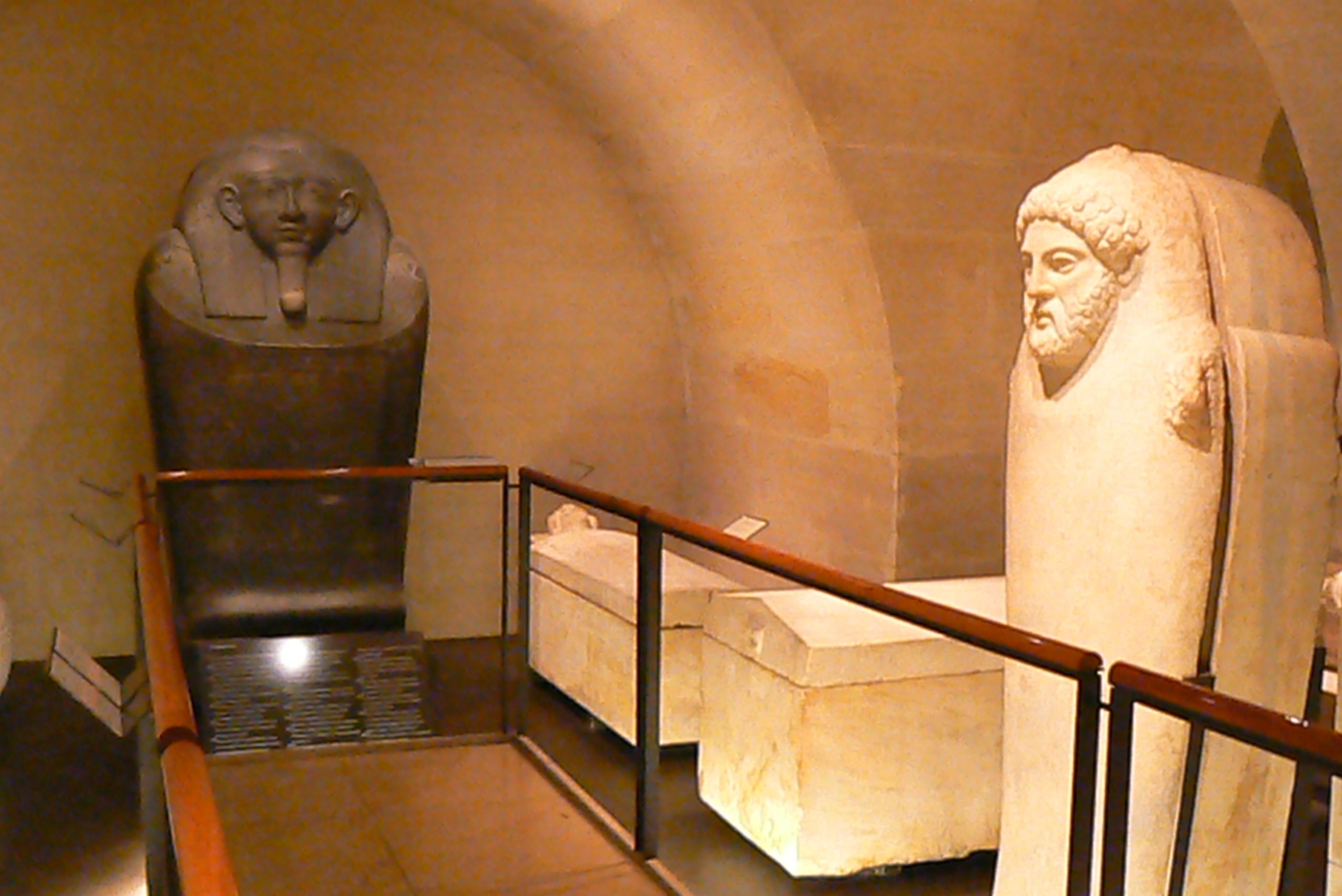
Antropoid szarkofágok, balra Esmunázár király szarkofágja, Párizs, Louvre

A díszes kőszarkofágokat főként az i. e. 6. századtól kezdték szélesebb körben használni. Ezekbe a szarkofágokba az udvari arisztokrácia tagjait temették. Erre utal a sírokban elhelyezett ékszerek nagy száma is. A többnyire antropoid (ember alakú) szarkofágok kialakításánál eleinte kizárólag egyiptomi mintákra támaszkodtak, később azonban görög stílusú szarkofágokat készítettek. Az i. e. 5. században Egyiptomból három múmia alakú szarkofágot szállítottak Föníciába. Az egyikben egy eddig nem azonosított hercegnőt temettek el, a másik kettőt Tabnit illetve Esmunázár királyok temetésekor használtak fel. A szarkofágokra föníciai feliratokat véstek, Tabnit szarkofágjának esetében az eredeti hieroglif felirat is megmaradt. Esmunázár viszont kivésette az eredeti feliratot, és a helyére egy őt dicsőítő szöveget íratott. Az antropoid szarkofágok nyugaton is elterjedtek, különösen Karthagóban voltak népszerűek. Az i. e. 5. századtól a szidóni arisztokraták részére egyre gyakrabban készítettek görög művészek parroszi márványból szarkofágot. Ezek az alkotások megőriztek bizonyos egyiptomi sajátosságokat, a stílusuk azonban már görög. A szidóni nekropoliszban tártak fel több i. e. 4. századból származó új típusú szarkofágot, amelyek formájukat tekintve templomépületekre emlékeztetnek, oldalaikat domborművek díszítik. Ezek a szarkofágok olyan görög művészek munkái, akik az i. e. 4. században a Nagy Sándor érkezése előtti évtizedekben tevékenykedtek.

## A föníciai kézművesség

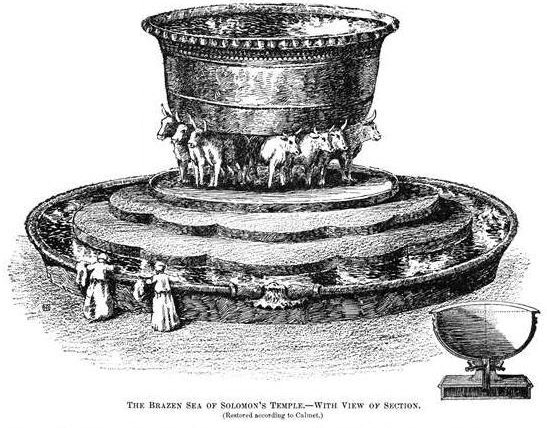
A "nagy bronztenger"

A föníciai művészek híresek voltak, néhány művész feltehetően külföldi uralkodók udvarában is dolgozott. Főként a bronz és más fémek megmunkálása, az elefántcsont- és a fafaragás, valamint a textilkészítés voltak azok a művészeti ágak, ahol a legnagyobb eredményeket érték el. Főként az i. e. 9 és i. e. 8. században jellemző volt rájuk, hogy hasonló, sőt időnként azonos motívumokat alkalmaztak a különféle műfajokban, pl. hasonló díszítőelemeket használtak fel az elefántcsont ill. a bronz megmunkálásához. Az egyik leghíresebb föníciai kézműves Hiram volt, a türoszi király névrokona. Az i. e. 10. században élt, és megbízást kapott, hogy vegyen részt Salamon templomának díszítésében. Salamon király jó kapcsolatokat ápolt Türosz királyával, így a híres Jeruzsálemi templom építésénél felhasználtak a föníciai kézművesek szakértelmét. A kézműves Hiram a templom bronz berendezési tárgyainak egy részét készítette el, ezek közé tartozott a "nagy bronztenger" néven ismert bikafigurákon álló áldozati medence. Sajnos ezekből a tárgyakból napjainkra semmi sem maradt, csak a bibliai leírásokból alkothatunk képet róluk.

### Elefántcsont faragás
A föníciai készítésű elefántcsont faragványok igen keresettek voltak az i. e. 9. és az i. e. 8. században, sőt egészen az i. e. 6. század elejéig. A legnagyobb megrendelők a keleti királyságok uralkodói és előkelői voltak. Az asszír királyok számos elefántcsontból készült tárgyat vásároltak a föníciai kézművesektől, ezek egy részét a paloták raktáraiban halmozták fel, a többivel bútoraikat és szertartási tárgyaikat díszítették. A kézművesek az alapanyagot az elefánt (vagy egyes esetekben a víziló) agyarából nyerték. Vékony lapokat vágtak belőle, amelyeket lapos domborművekkel, karcolással vagy áttört mintákkal díszítettek. Az elefántcsont dísztárgyakat státuszszimbólumnak tekintették. Mivel ezek a kisméretű tárgyak könnyen szállíthatóak, ezért eljutottak a legtávolabbi királyi udvarokba is. Az egykori Fönícia területén a régészek csak kevés elefántcsont faragványt tártak fel. Ennek az az oka, hogy az ókori városokra modern nagyvárosok épültek, ami lehetetlenné teszi a terület részletes feltárását. Az asszír fővárosokból, főleg Nimrudból, az asszír provinciaközpontból Arszlan Tasból ezenkívül Szamariából több lelet került elő. A tárgyak többféle úton kerülhettek ezekbe a városokba; szabályos kereskedelem útján, hadizsákmányként, esetleg adó vagy ajándék formájában.
A föníciai kézművesek főleg egyiptomi eredetű témákat ábrázoltak. Kedvenc témáik közé tartoztak a futó szfinxek, az ablakon kitekintő nőalak, és a borját szoptató tehén. Az elefántcsont faragványokat mindig pontos vonalakkal, az üresen hagyott és kitöltött terek között egyensúlyt teremtve jelenítették meg.

### Pénzérmék és szimbólumaik
A föníciai városokban az i. e. 5. században kezdtek el pénzt verni. Az érmék eleinte ezüstből készültek később bronzból. Az érméken időnként feliratok találhatók, így kiderült mikor, melyik uralkodó idejében készültek, máskor csak előkerülésük helyében lehet eredetükre következtetni. Az azonosítást megkönnyíti, hogy vannak olyan szimbólumok, amelyek egy városhoz kötődnek.
- A türoszi pénzeken az egyik oldalon delfint ábrázoltak, vagy időnként murexkagylót (ebből vonták ki a bíborfestékhez szükséges színezőanyagot). Később a murexkagyló mellett egy csikóhalon lovagló istenalak is megjelenik.
- Szidónban az érmék egyik oldalára egy gálya képét verték a másik oldalon kezdetben egy íjász, egy lovas kocsin álló alak látható. Később egy másik alak is megjelenik a szidóni érméken, aki gyalog követi a kocsit.
- Büblosz szoros kapcsolatot tartott fenn Egyiptommal, és ez a pénzverés területén is megmutatkozott. A pénzérmék egyik oldalára egy szfinxet, másik oldalára kettős lótuszvirágot, vagy egy sólyomalakot vertek.

### Fémedények
A föníciaiak által készített fémedények az egész Közel-Keleten széles körben ismertek voltak pl. Kalhu . számos díszes föníciai eredetű fémtárgy került elő Cipruson, Görögországban és Olaszországban. Ezeken a tárgyakon az egyiptomi eredetű motívumok mellett szíriai, és később asszír elemek is megjelennek, így elképzelhető, hogy egy összetettebb szír-föníciai eredetről lehet szó. A fémedények esetében is igaz, hogy a föníciai városokban kevés példány került elő, viszont nagy mennyiségű föníciai tálat tártak fel Cipruson, ahol a föníciai kolóniában díszes tálakra szakosodott kézműves műhelyek működtek. Ezeknek a tárgyaknak nagy részét Etruriában szállították, ugyanis az etruszk előkelőségek nagyon kedvelték a keleti eredetű luxustárgyakat. Ezenkívül Nimrudból is számos fémtál került elő. Az i. e. 9. és i. e. 8. századból származó tálak nagyrészt bronzból készültek. Később az i. e. 7. században Nimrudból is exportáltak Etruriába, ezeknek az edényeknek nagy része aranyból vagy aranyozott ezüstből készült. Amikor a tálakat készítették, először kalapáccsal megmunkálták a fémlemezt. Miután kialakították a kívánt formát a figurákat domborítással jelenítették meg, majd a legvégén a részleteket cizellálással emelték ki. A fémtálakat legtöbbször geometrikus, virág-, vagy állatmotívumokkal díszítették. Emberi alakokat csak ritkán ábrázoltak, ilyenkor az emberalakok a tál középső medalionjába vagy a külső sávba kerültek. A tálak külső sávjában időnként egyiptomi eredetű figurákat is ábrázoltak, pl. szfinxeket (Nimrudból származó tál, i. e. 8. század, British Museum) Ezek a motívumok az i. e. 9. és i. e. 8. századból való tárgyakon gyakoribb, a későbbi, a mediterrán térségbe exportált tárgyakra már nem jellemző.

### Terrakottaszobrok, kerámiaedények

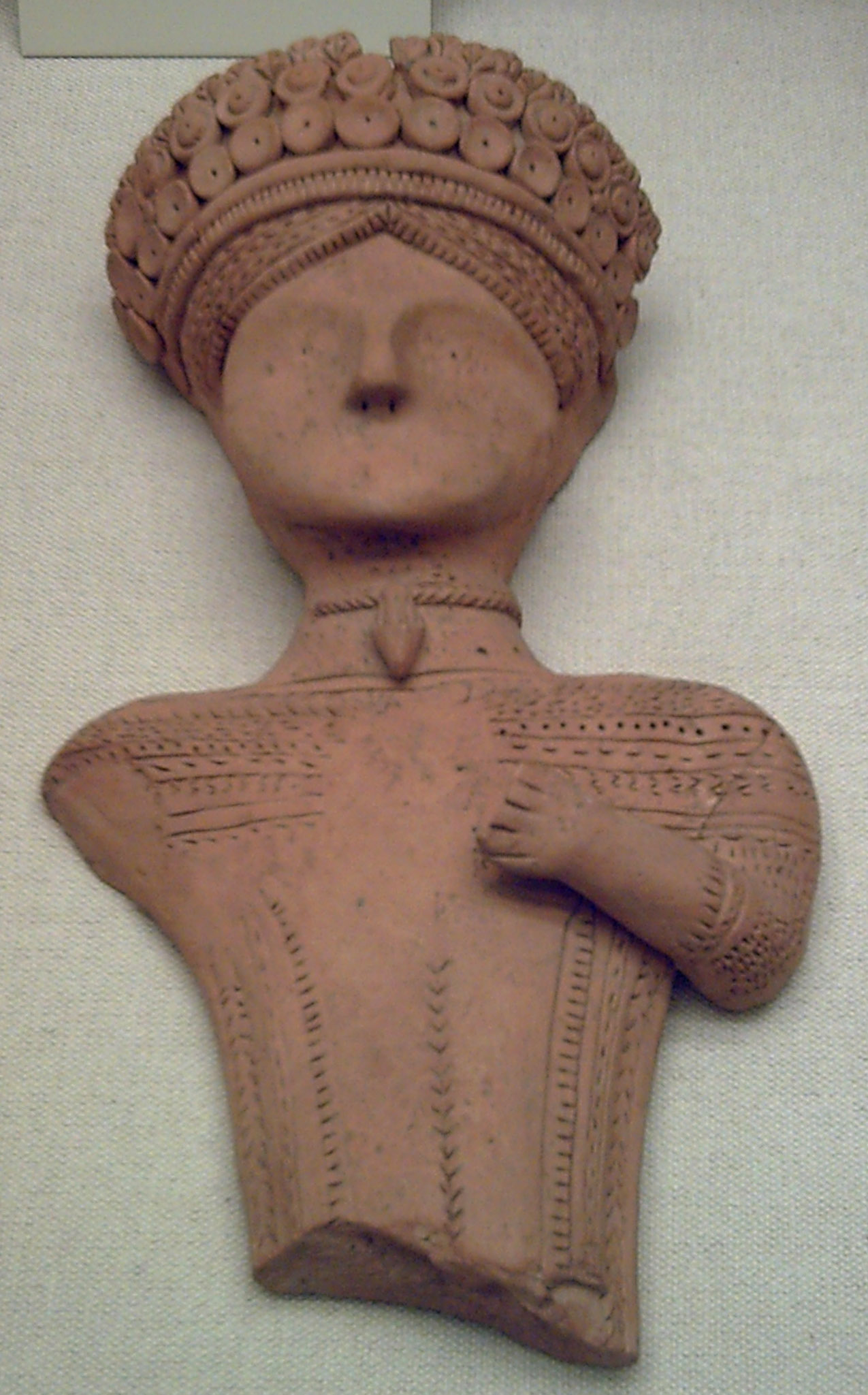
Kézzel készített terrakottaszobor

Az agyag olcsó, könnyen formázható, kiégetve tartós anyag, így a népi kultúra többek között a terrakotta tárgyakkal fejezte ki a maga értékeit és hiedelmeit. Nagy tömegben készültek szobrok, táblácskák, és egyéb kultikus, fogadalmi vagy halotti tárgyak. Ezek a tárgyak túlnyomórészt a helyi lakosok számára készültek, bár nem zárható ki hogy távolabbra is eljutottak. Ezekből az alkotásokból sokat megtudhatunk a föníciai világról és vallásról. Az agyagot kézzel vagy fazekaskoronggal formázták meg, esetleg sablont használtak. Az emberi figurák esetében a test korongon készült, a többi részletet kézzel alakították ki, és gyakran festéssel díszítették. A leginkább elterjedt típusok közé tartoztak a kezüket a mellükhöz emelő nőalakok, a kezükben valószínűleg dobot tartó nők, és a várandós istennőszobrok. Ezenkívül gyakori volt az egyiptomi törpe isten Bész ábrázolása. A perzsa korban számos lovas figurát is készítettek. Az i. e. 11. században elterjedtek a kétszínű, vörös és fekete festésű kratérek és amfórák, amelyeket geometrikus motívumokkal, vonalakkal, szalagmintával és kis koncentrikus körökkel díszítettek. Valamivel később az i. e. 10. században jelent meg a vörös agyagmázas kerámia, amely az edényekre kent fényes, sötétvörös agyagbevonatról kapta a nevét. Ez a kerámiatípus a föníciaiak anyagi kultúrájának egyik legjellegzetesebb eleme lett. A vörös agyagmáz alkalmazása nagy horderejű technikai újításnak bizonyult. Ugyanis, ha agyagmázzal díszítették az edényeket a bonyolult díszítőmotívumok helyett, akkor az edények előállítása sokkal gyorsabbá vált. Így sikerült leszorítani az előállítás költségeit, a késztermék mégis egy esztétikailag elfogadható darab lett, így keresett árucikké vált.

### Pecsételők
A föníciai művészetben a pecsételőfaragás művészete nem ért el olyan magas színvonalat, mint Mezopotámiában. A pecsételők olyan kisméretű tárgyak, amelyeket nedves agyagba nyomva megjelölték az emberek tulajdonát, vagy hivatalnokok esetében aláírásként használták. A föníciai pecsételők egyiptomi mintára szkarabeusz alakúak. Az ábrázolás egy ellipszis alakú formában jelenik meg és kisméretű. Az első időkben, az i. e. 9. és i. e 8. században az alakokat (szkarabeuszok, griffek, szfinxek, oroszlánok stb.) egymás mellé, később sorokban egymás fölé helyezték el. Az i. e. 8. század végétől az i. e. 6. századig egy másfajta pecsételőt is használtak, itt a pecsételőt csak egy alak (trónon ülő király, szárnyas szfinx, szárnyas géniusz stb.) foglalta el.

### Üvegmegmunkálás és textilfestés

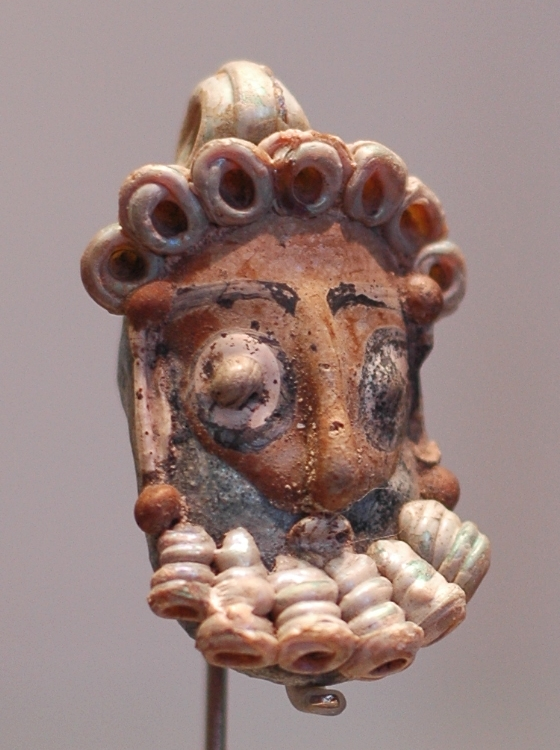
Üvegpasztából készült fej

A föníciai városok gazdasági élete a hajózáson, a kereskedelmen, az üvegiparon, valamint a textilfestésen alapult. A part mellett nagy tömegben tenyészett a murexkagyló, amelyből a híres bíborfesték alapanyagát nyerték. Ez a festékanyag tartósan megfesti a textíliákat és a bőrt. Az így készült textíliákat az asszír királyok annalesei is megemlítik az adó fejében fizetett tárgyak között. Az üvegművességhez is kedvezőek voltak a természeti viszonyok, mivel a helyi magas szilícium-oxid tartalmú homok különösen alkalmas a megolvasztásra és üvegkészítésre. Nem a föníciaiak találták fel az üveget, a kutatások alapján megállapítható, hogy az üvegpaszta megmunkálásának módszereit már az i. e. 3. évezredben is ismerték Mezopotámiában és Egyiptomban. Onnan jutott el a szír-palesztin területre, ahol a föníciai városokban rohamos fejlődésnek indult az i. e. 7. és i. e. 6. században. Az üvegnek háromféle típusát különböztették meg. Az első a színtelen, áttetsző fajta, amit olcsó, hétköznapi tárgyak készítésére használtak. Színes üvegből létezett áttetsző és porcelánszerűen sötét üveg is. A színes díszítéssel ellátott üvegtárgyakat azután a mediterrán térség különböző területein értékesítették. Egyik legnépszerűbb termékük volt a színes üvegpasztából készült kenőcsös edény. Az ásványi anyagokból nyert oxidokkal változatos színű edényeket tudtak kialakítani, a formákat a görög agyagművesség termékei az amphorák, az arüballoszok stb. ihlették. Az ékszerek közül az üvegpasztából készült gyöngyöket, óriási mennyiségben állították elő. Ezenkívül az üvegművesek fő termékei az ember- vagy démonfej alakú függők, amelyek isteneket ábrázoltak, köztük Baált és Astartát. A fej alakú függőknek bajelhárító erőt tulajdonítottak. Az üvegfüggők legnagyobb része a nagy föníciai városokból származik, Türoszból, Szidónból, Arvadból, ezenkívül a Cipruson lévő kolóniáról.

## Művészet a nyugati kolóniákon, a pun korszak kezdete
A föníciai civilizáció már igen korán terjeszkedni kezdett nyugati irányban ahol virágzó kultúra fejlődött ki. Az első időkben csak kereskedelmi célból és ásványkincseket kutatva hajóztak nyugatra, később a kereskedelmi útvonalak csomópontjain új településeket alapítottak. Ezeknek a településeknek a kultúrája sok szempontból önálló volt, ugyanakkor szorosan kötődött az anyaországi kultúrához. A városok alapításakor a legfontosabb szempont a biztonságos kikötő volt. A nyugati gyarmatok a legfontosabb kereskedelmi útvonalak mellett helyezkedtek el:Afrika északi partján, Szicília nyugati részén, Szardínia délnyugati partján, a mai Spanyolország déli részén, valamint Máltán, és Ibiza szigetén. Az Ibériai-félszigeten a Tartésszosz nevű királyság az i. e. 8. század körül került kapcsolatba a Cádizt megalapító föníciai telepesekkel. Ez a tartésszoszi királyságra pozitív hatással volt, bizonyíték rá, hogy a Huelva és Sevilla környékén feltárt hercegi sírokban valószínűleg föníciai mesterek által készített aranyékszereket, ezüstedényeket, bronztálakat és elefántcsont faragványokat találtak. Az ékszerkészítés terén a nyugatra települt föníciaiak az anyaország művészeti hagyományait követték, olyan szinten, hogy a nyugatra importált darabokat alig lehet megkülönböztetni a helyben készültektől. Az ékszerkészítésben is Ciprus volt nagyszámú kézműves műhelyével a közvetítő kelet és nyugat között. Később az i. e. 6. század közepén Karthágó egyre jobban ellenőrzése alá vonta a többi föníciai gyarmatot és elkezdődött a pun korszak. A föníciai anyavárosok kereskedelme már az i. e. 7. században hanyatlani kezdett, ezután Karthágó szervezte újjá a kereskedelmi kapcsolatokat és tartotta ellenőrzése alatt az ásványkincsek bányászatát. Ebben az időszakban a nyugati városokban védőfalakat emeltek, nekropoliszokat és szakrális területeket alakítottak ki. Továbbra is használták a régi kikötőket és a tófetnek nevezett szentélyeket.

## Építészet

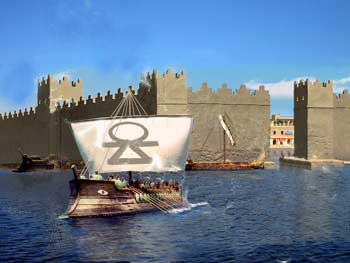
Mózia, Szicília, rekonstrukció

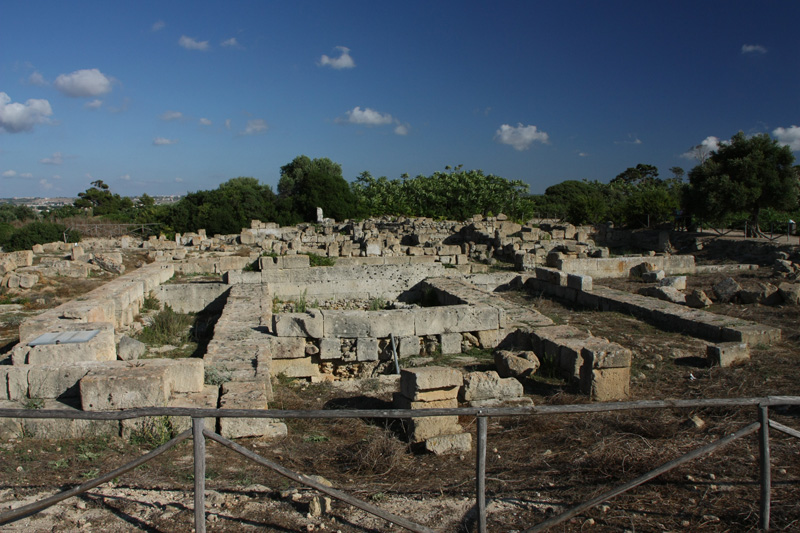
A Capiddazzu szentély maradványai, Szicília

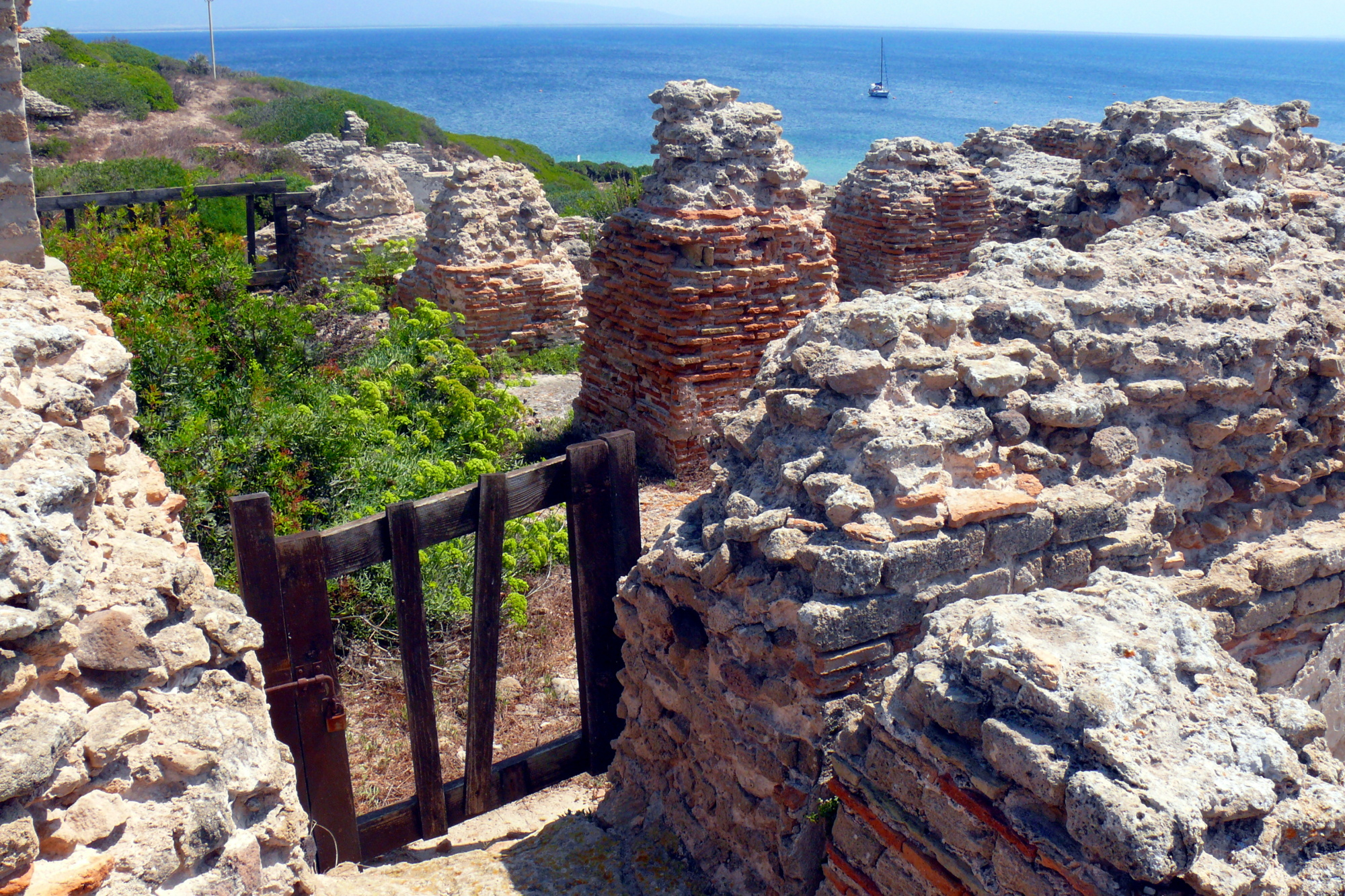
Tharros, a várost védő erődítmény maradványai

Miután Karthágó kiterjesztette uralmát a Földközi-tenger nyugati részének föníciai városaira mindenhol védőfalak épültek és megerősítették a már létező erődrendszereket. A magánházakat egy belső udvar köré építették. Halottaikat egyes időszakokban eltemették, máskor hamvasztották. Egyes esetekben gödörbe, máskor egy szűk folyosón (dromosz) vagy függőleges aknán keresztül megközelíthető sírokba temetkeztek. A templomépületek maradványaiból megállapítható, hogy építészetükbe egyre több görög és római elemet vettek át, ugyanakkor a keleti hagyományokba illeszkedő sajátosságok is sokáig megmaradtak. A szakrális területek közül a tófet minden nyugati gyarmatvárosban megtalálható egészek a kezdetektől. A pun szakrális építészet a pun korban is tovább élt, a régi kultuszhelyek maradványaira újak épültek.

### Észak-Afrika
Karthágóban az akropoliszon álló Esmun szentély napjainkra teljesen elpusztult. A város védőfalait az i. e. 3. században építették, amikor a város már Rómával harcolt a Földközi-tenger nyugati medencéjének uralmáért. A Karthágóhoz közeli Bon-fokon álló erődítmények bizonyítják, hogy milyen fejlett volt a kor hadiépítészete. A Bon-fokon levő Kerkouane nevű várost az i. e. 6. században alapították. Szabályos elrendezésű város volt, alaprajza évszázadokig nem sokat változott. A tenger felől kettős fal védte, közöttük árokkal. Az ásatások során a korszak lakóház építészetét sikerült alaposan tanulmányozni. A házak belső udvarok köré épültek, az udvarokat sokszor mozaikokkal borították. A díszítőelemek között a leggyakoribb a Tanit-szimbólum volt, ami egy sematikus nőábrázolás. Tanit istennőt jelképezte, Baál-Hammón isten mellett az ő tiszteletére végezték az áldozatokat a tófetekben.

### Szicília
Az i. e. 6. században Mózia köré is védőfalat építettek, amelyek helyenként elérték a kétméteres vastagságot is. Kibővítették és átalakították a város területén lévő tófetet. Az archaikus nekropoliszt nem használták tovább, hanem egy új temetőt alakítottak ki. Az i. e. 4. században felépült a Capiddazzu szentély központi része. Ezenkívül Selinuntéban is megtalálhatók a jellegzetes karthágói stílusú lakóházak. Az akropoliszon a város előkelői számára az i. e. 5. század közepétől az i. e. 3. század közepéig mozaikpadlós házak készültek.

### Szardínia
Cagliariban a pisaiak által épített középkori falak alatt az i. e. 4. századból származó erődítmény maradványi találhatók. Ugyancsak a pun korszakból származik a szintén Cagliariban levő i. e. 6. századtól használt Tuvixeddu nekropolisz, ahol több száz sírt (többségükben aknasírt) tártak fel a régészek. Norában is fennmaradtak pun emlékek, de a későbbi korból az i. e. 2. századból. A kutatók egy Esmun szentély maradványait és a város felső részén egy Tanit istennőnek szentelt templom romjait azonosították. Ez utóbbi eredetileg védelmi célból készült, és csak a hellenisztikus kortól használták szakrális célra. Bitiában az i. e. 4. században épült Bész-templom romja maradt meg. A legérdekesebb szardíniai erődítmények Sulcisban és Tharrosban találhatók. A sulcisi építmény fő jellegzetessége a kettős sáncfal, ezenkívül jelentős a tófet közelében található pun nekropolisz ahol aknán vagy szűk dromoszon keresztül megközelíthető föld alatti épületek, hypogeumok vannak.

## A tófet

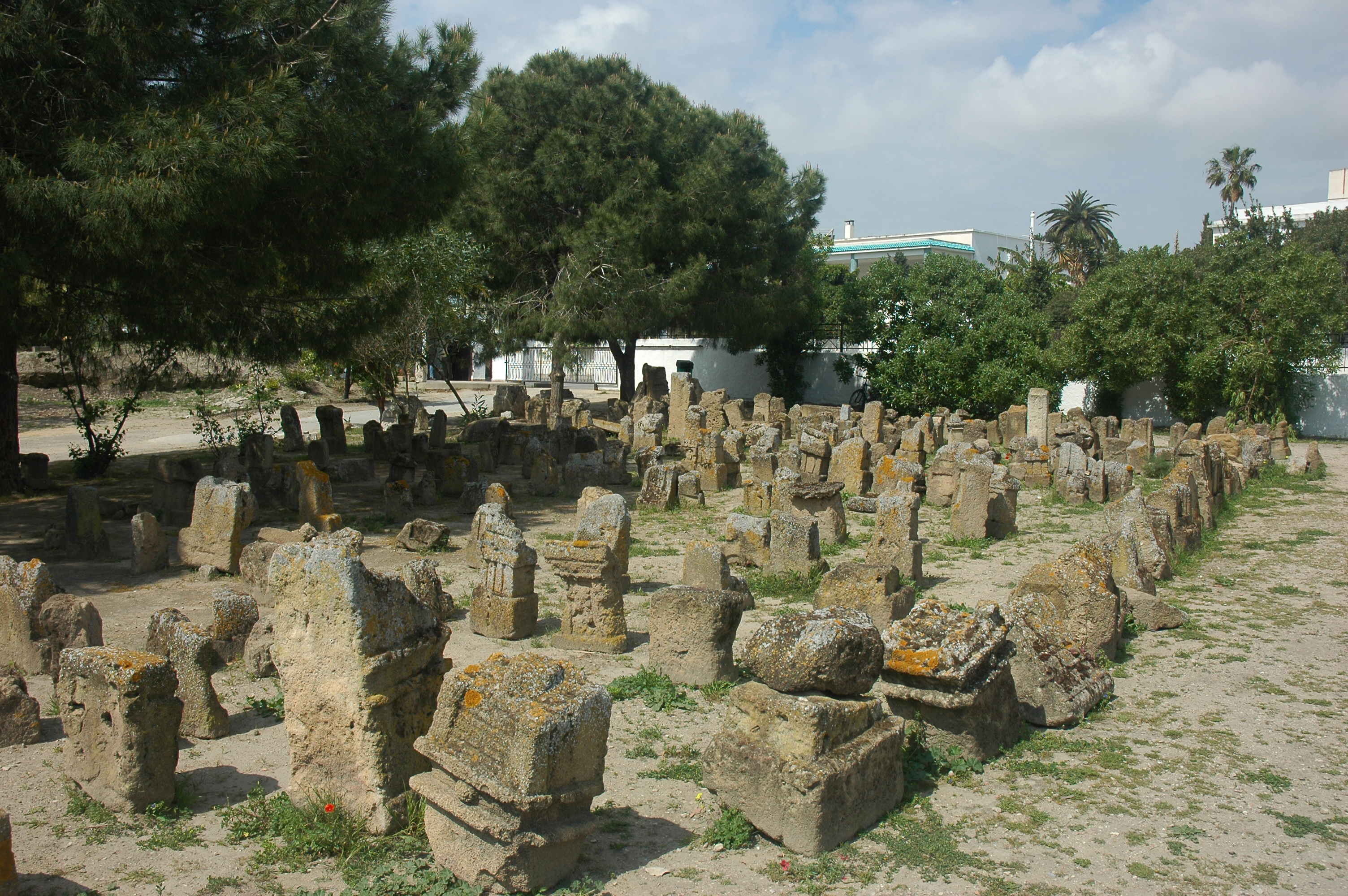
Karthágó, tófet

A nyugati kolóniákon -az Ibériai-félszigetet kivéve- olyan különleges szakrális területeket tártak fel, ahol számos elhamvasztott gyermek és újszülött maradványait tartalmazó urnát találtak. Ez a hely volt a tófet, Baál-Hammón és Tanit isten szent körzete. Számos az urnákhoz kapcsolódó sztélét találtak, ezeket domborművekkel díszítették, időnként dedikációs feliratokat véstek rájuk. A feliratok említést tesznek a "mlk" vagy "molk" áldozatról amelyet kezdetben Baál-Hammón istennek később Tanit istennőnek mutattak be. A tófetekben végzett rítusokról megoszlik a kutatók véleménye, nem lehet ugyanis eldönteni, hogy valódi égő áldozatról volt-e szó, vagy a tűz segítségével végzett rituális megtisztításról. Egyes klasszikus történetírók, közöttük a szicíliai Diodórosz szerint a karthágóiak élő gyermekeket áldoztak fel, hogy elhárítsák a közösséget fenyegető veszélyt, de ez elég valószínűtlennek tűnik egy olyan korban, amikor igen magas volt a gyermekhalandóság. Valószínűbb, hogy a tófetekben olyan gyermekek rituális temetését végezték, akik halva születtek, vagy nagyon fiatalon hunytak el. A sztéléken talált dedikációk az istenek oltalmát biztosíthatták a gyermekek számára. A föníciai anyavárosokban eddig még nem tártak fel tófeteket.

## Szobrászat

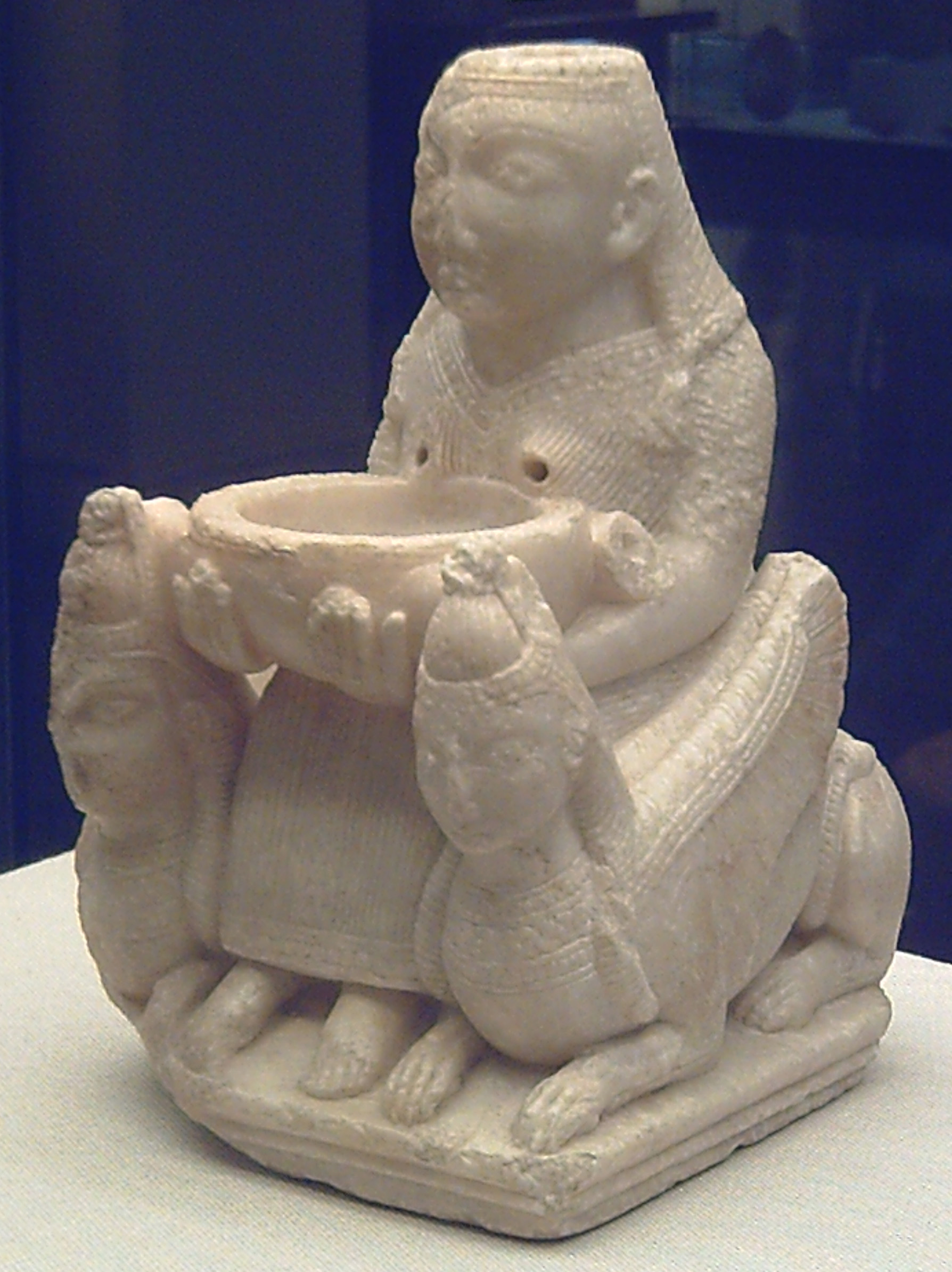
Istennőszobor Galerából

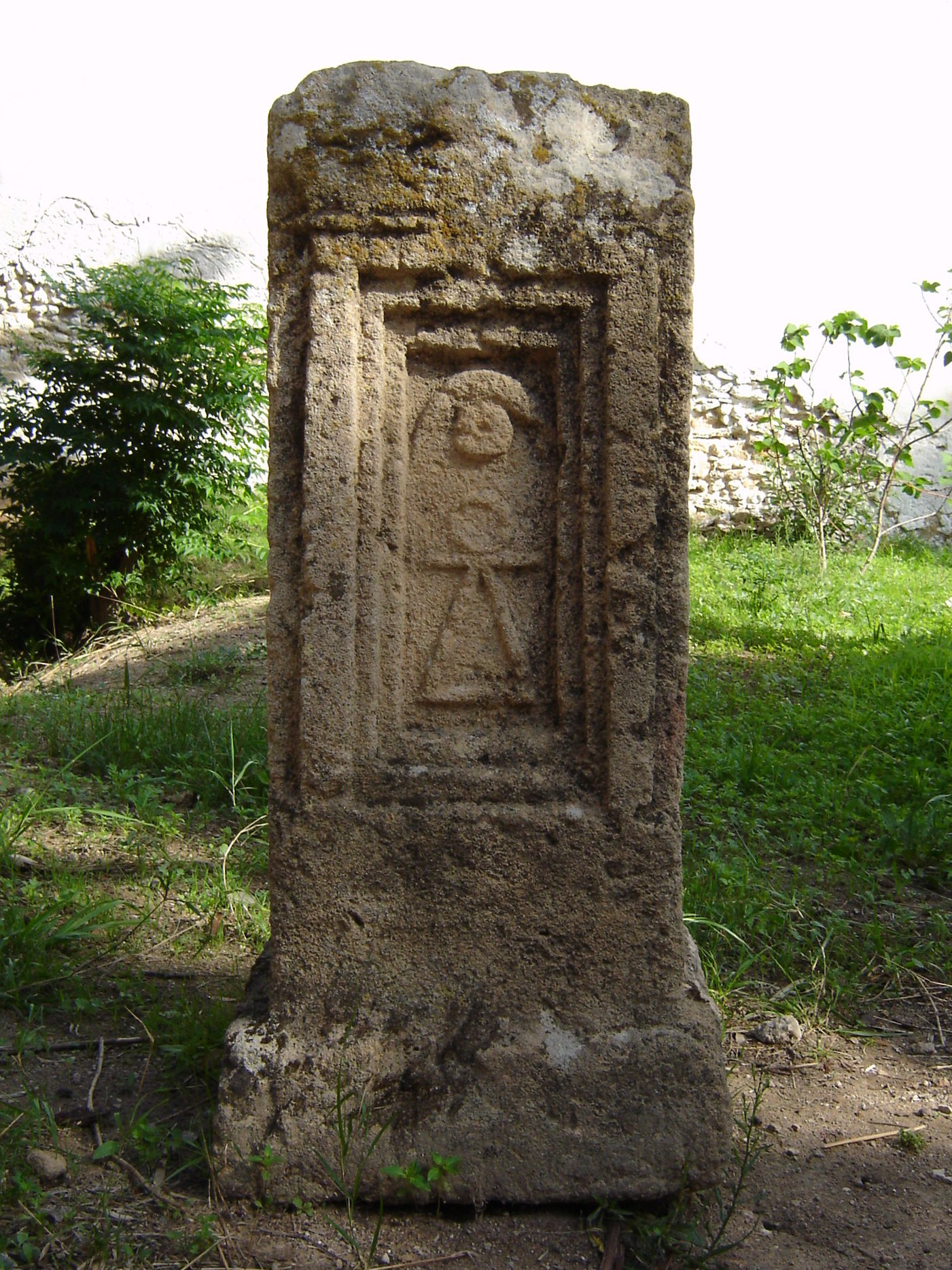
Sztélé a karthágói tófetből

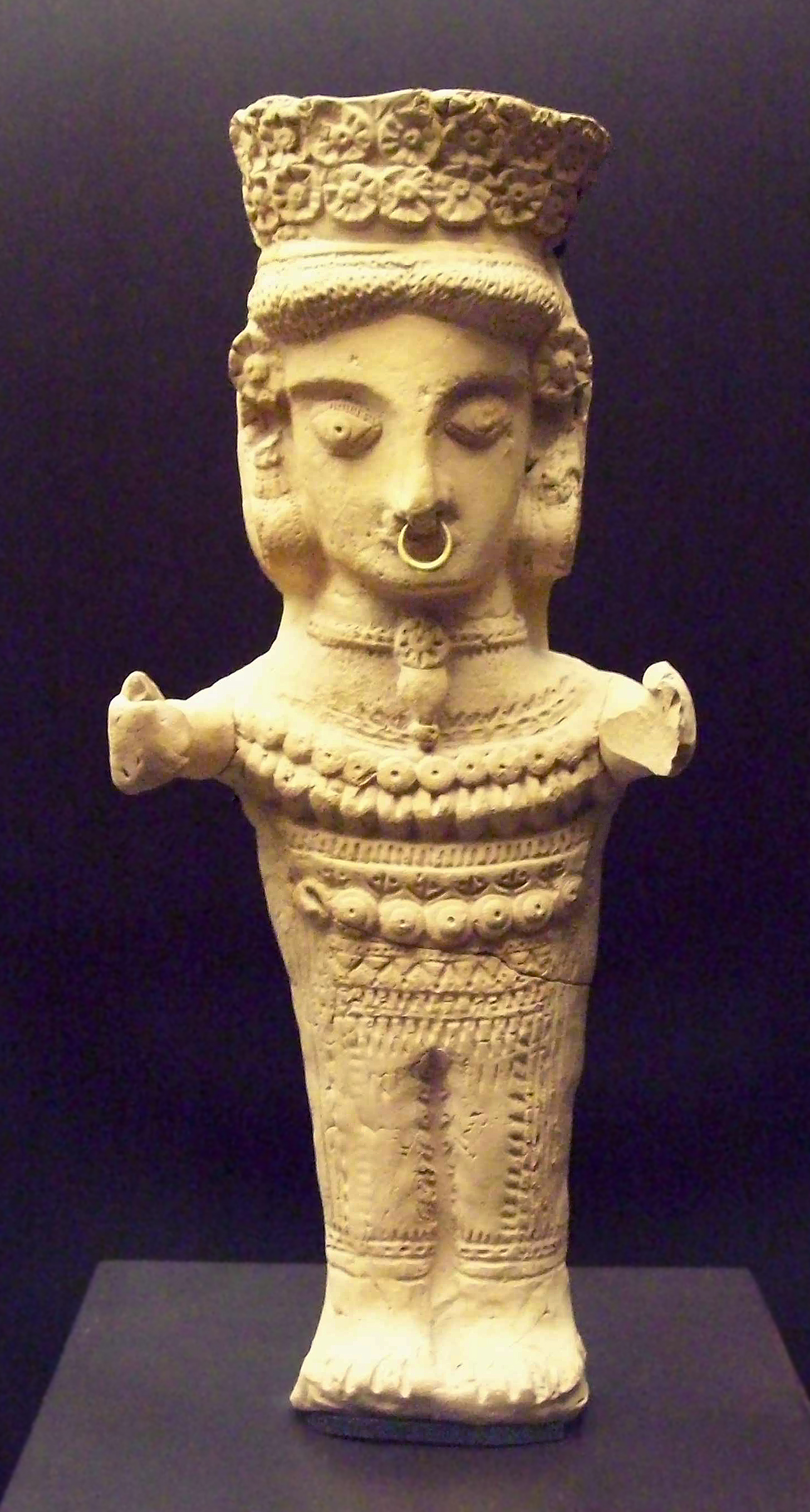
Szobor a Puig des Molis-i nekropoliszból

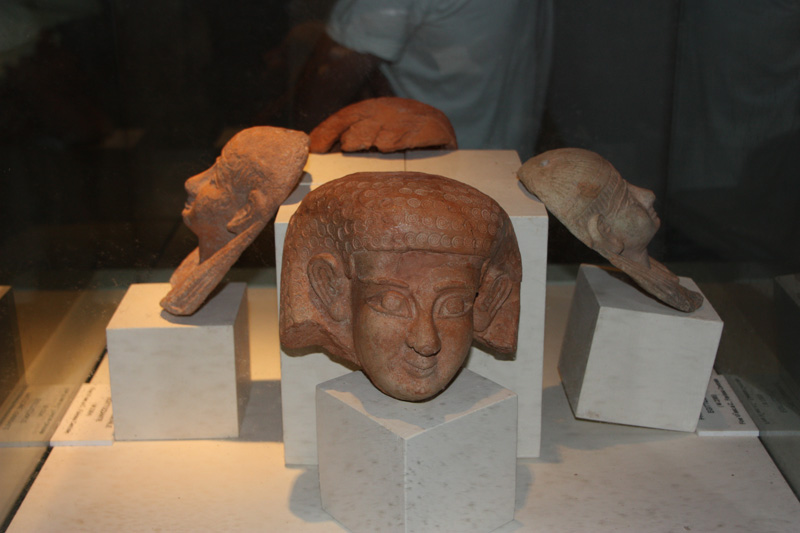
Egyiptomi jellegű protomék

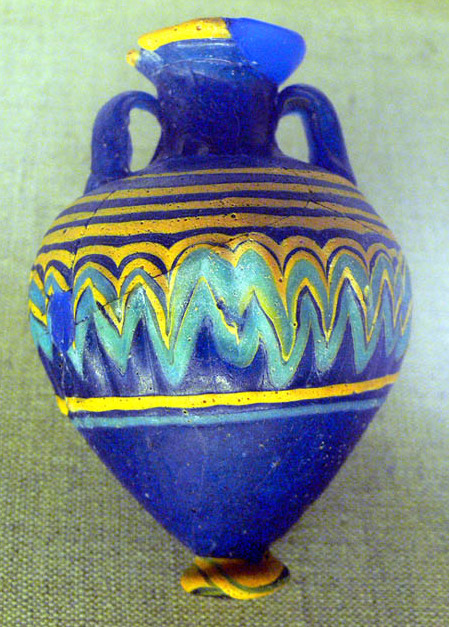
Üveg kenőcstartó

A nyugati föníciai szobrászatra egészen a hellenisztikus korig nagy hatással voltak a keleti modellek, később erőteljes görög hatás érvényesült. Szobrászati alkotások viszonylag csekély számban kerültek elő, ezek közül a legjelentősebbek:
- Karthágóból egy egyiptomi jellegű női arc az i. e. 6. századból
- néhány szobortöredék Leptisből, egy rövid tunikát viselő férfit ábrázoló szobor maradványai
- egy i. e. 6. századi, rövid kötényt viselő, meztelen felsőtestű, egyik kezét kinyújtó férfitorzó Szicíliából
- egy a szardíniai Monte Siraiból előkerült istennőszobor,
- oroszlánszobrok a szardíniai Sulcisból és Tharrusból, i. e. 4 vagy i. e. 3. század
- Galerából (Granada közelében, Spanyolország) egy húsz centiméter magasságú alabástromszobor, ami egy tálat az ölében tartó ülő istennőt ábrázol

### Pun sztélék
A tófetekben felállított és a szentélyekben az isteneknek ajánlott sztélék arról tanúskodnak, hogy a különböző településeken élő művészek és kézművesek önállóan dolgoztak. A kolóniákról előkerült sztélék nagy változatosságot mutatnak, a különböző városokban készült alkotások jelentősen különböznek egymástól. A megrendelők a helyi lakosok voltak.

### Karthágói sztélék
Karthágóban a helyi művészek nem sokkal a város alapítása után elkezdték a sztélék készítését. A sztélék legtöbbször népies jellegűek, csak néhány kiemelkedő alkotást találunk közöttük. Az archaikus korban a sztéléknek egy különleges fajtáját, négyzetes hasáb formájú, úgynevezett cippusokat készítettek. Az i. e. 7. századi cippusok sokféle formájúak lehettek, lekerekített, trónusra emlékeztető, oltárszerű, esetleg kis kápolna alakú, stb. Az i. e. 6. századtól jelentek meg a valódi sztélék, amelyek felváltották a cippusokat. A sztélék általában laposak, gyakori, hogy kis kápolna alakúak. A "kápolna" belsejébe pilléreket, rombuszokat vagy stilizált emberalakokat faragtak. Az i. e. 5. századra alakult ki a Tanit szimbólum ikonográfiája, egy háromszög tetején egy vízszintesen elhelyezett körszelettel és egy körrel. Később elterjedtek a görög motívumok is pl. a kígyós bot, vagy a görög típusú oszlop.

### Szicíliai sztélék
A móziai tófetben több, mint ezer sztélét tártak fel. A legkorábbi, az i. e. 6. század első feléből származó darabok még kevésbé kidolgozottak, de a század második felétől az i. e. 4. század elejéig készült darabok között számos színvonalas alkotás található. A leggyakoribb típusok a sima vagy trónus alakú cippusok, az egy talapzaton álló kettős sztélék valamint a többnyire egyiptomi stílusú aediculás sztélék. Móziában a Tanit-szimbólum nem terjedt el. Az emberalakok közül a leggyakoribb a frontálisan ábrázolt nőalak, vállára omló hajjal, hosszú ruhában. Ez az ábrázolás más városokban nem terjedt el, ez bizonyítja a móziai művészek önállóságát. Jellegzetes ábrázolás még a frontálisan kifaragott egyiptomi jellegű férfialak. A kettős sztélék díszítései időnként csak geometrikus formákból állnak. A művészek alkotásaikat a helyi igényeknek megfelelően készítették, de mindvégig megőrizték a föníciai eredetű motívumokat. Móziára nem jellemző az erőteljes görög hatás. Díszítéskor sokszor alkalmaztak karcolást, de olyan domborműveket is készítettek, ami körplasztika benyomását kelti.

### Szardíniai sztélék
Nora városában a helyi tófet számára készült sztélék nem túl változatosak és nem is túl színvonalas kidolgozásúak. Az előfordult típusok közül hiányzik a cippus és háromszög tetejű sztélé. A sztélék túlnyomó többsége a lapos tetejű, a "klasszikus" pun stílushoz tartozik. Gyakori a Tanit-szimbólum, a geometrikus díszítés, de ritkábbak az emberábrázolások. Szardínián Sulciból kerültek elő a legérdekesebb sztélék. Cippusokat, lapos, később csúcsos tetejű sztéléket is készítettek. A sztélék túlnyomó többségét emberalakokkal díszítették. Jellegzetes sulcisi ábrázolás az egy korongot a melléhez szorító nőalak, illetve a stólát viselő jobb kezében az egyiptomi életszimbólumot, az ankhot tartó férfialak. Ezeket az alakokat kezdetben egyiptomi jellegű aediculák belsejébe faragták, később görög hatásra dór oszlopos háromszögletű oromzattal kiegészített aediculákban helyezték el. A Szardínia nyugati partján fekvő Tharros a sztélék terén elszigeteltnek tűnik, ami meglepő, mert a város a kereskedelmi útvonalak egyik csomópontjában feküdt. A városi kézművesek önállóan tevékenykedtek, a görög művészet egyáltalán nem hatott az ott készült sztélékre. Különleges trónusszerű csonkagúla alakú cippusokat készítettek, amelyek magassága elérhette a két métert is. A sztélékre ritkán faragtak emberalakokat, viszont a geometrikus alakzatok emberivé formálására törekedtek.

### Terrakottafigurák
Karthágóban az i. e. 7. századtól készítettek nagyobb mennyiségben terrakottafigurákat. A helyi kézművesek szoros kapcsolatban álltak a keleti és ciprusi területen dolgozó társaikkal, így a modelleket onnan vették át. A figurákat sablonok vagy fazekaskorong segítségével készítették. Idővel a görög hatás egyre erőteljesebb lett, bár egyes városokban helyi, független stílus alakult ki. A sablonnak készült terrakottaszobrok közül a legfontosabb leletek:
- Móziában az i. e. 6. és az i. e. 5. századra datálható istennő és áldozatot bemutató nőalakok. A figurákat valószínűleg a szicíliai görög Démétér és Koré szentélyekben elhelyezett hasonló szobrok alapján készítették.
- Szardínián dobot tartó kisméretű nőalakok, és női fej alakú füstölők a hellenisztikus korból.
- Selinuntéban (Szicília) füstölőként használt agyagfejek az i. e. 4. és az i. e. 3. századból
- Ibizán az i. e. 6. és az i. e. 2. század közé datálható nagy mennyiségű sablonnal készített szobor a sírokból és kultikus területekről. Ezek közül kiemelkedő alkotások:
  - A Cueva des Cuyram szentély területéről nagyszámú női mellszobor hellenisztikus arcvonásokkal és szicíliai görög típusú fejdísszel.
  - A Puig des Molis-i nekropoliszból i. e. 6. és az i. e. 2. század között készült szicíliai és görög típusú szobrok

### Korongozott agyagszobrocskák
Először Karthágóban jelent meg majd Szicíliában és Szardínián is elterjed egy kisméretű, többnyire harang alakú szobortípus. Bítiában (Szardínia) nagy tömegben találtak ilyen szobrokat, amelyek fogadalmi célból készültek sz i. e. 3. és az i. e. 1. század között. A szobrokat egy gyógyító istenségnek szentelt körzetben helyezték el. Az ábrázolások sematikus, időnként karikatúraszerű emberalakok, akik testük gyógyítandó, vagy már meggyógyult részére mutatnak. Előfordulnak háromszög alakú és ovális figurák is. A végtagokat minden esetben kézzel formázták meg és úgy illesztették a törzshöz.

### Maszkok és protomék
A terrakottaszobrászat egyik jellegzetes ága volt a maszk- illetve protomékészítés. A protomé olyan típusú maszk, ahol nem alakítanak ki nyílásokat a szájnak és a szemeknek. A protomék valószínűleg az istenek képmásai, a sírokban talált példányok a halottak védelmét szolgálhatták. A maszkokat valószínűleg viselték a különböző szertartások alatt. A nyugati kolóniákon ez a két tárgy leginkább Karthágóban terjedt el az i. e. 7. századtól kezdve. A protomék túlnyomó többsége női arcot ábrázol, vannak közöttük egyiptomi jellegűek, és görög föníciai jellegűek is. Az utóbbiakon egyaránt előfordulnak szír-föníciai és hellén eredetű stíluselemek. A protomék egy része sorozatgyártásban készült, sablonok használatával szinte teljesen megegyező példányokat tudtak előállítani. A maszkokat több csoportba sorolhatjuk, vannak groteszk maszkok (főleg az i. e. 7., az i. e. 4. és i. e. 3. századból), ezek lehetnek negroid típusú vagy vigyorgó maszkok. A vigyorgó maszkok közül kiemelkedik a szardíniai San Sperate-ban talált maszk. Az i. e. 2. századtól a görög színházi maszkokra hasonlító alkotások készítésére tértek át.

### Üvegművesség
Az üveg megmunkálásának technikája bonyolult volt, ezért a nyugati kolóniákban kezdetben sok nehézségbe ütközött az első üvegműhelyek felállítása. A nyugati városokban előállított tárgyak semmiben sem különböztek a föníciai keleten készült termékektől. Az ásatások során különféle kenőcsös edények, köztük arüballoszok, amphoriszkoszok, alabasztronok kerültek elő. Ezeket a kisméretű edényeket övre kötve hordták. A fejalkú függők közül is minden típus előfordul, ami a keleti városokban fellelhető, pl. a démonfej, az emberfej, valamint állatfigurák, köztük kakas, galamb, kutya alakú függők.

## Külső hivatkozások
- http://phoenicia.org/art.html
- http://phoenicia.org/
- http://lexicorient.com/e.o/phoenicia.htm Archiválva 2009. március 3-i dátummal a Wayback Machine-ben
- http://www.metmuseum.org/toah/hd/phoe/hd_phoe.htm